# (+)-Boleracen
(+)-Boleracen gehört der Stoffklasse der Sesterterpene an und ist ein reiner Kohlenwasserstoff, der aus fünf Isopren-Untereinheiten besteht.

## Vorkommen und Biosynthese

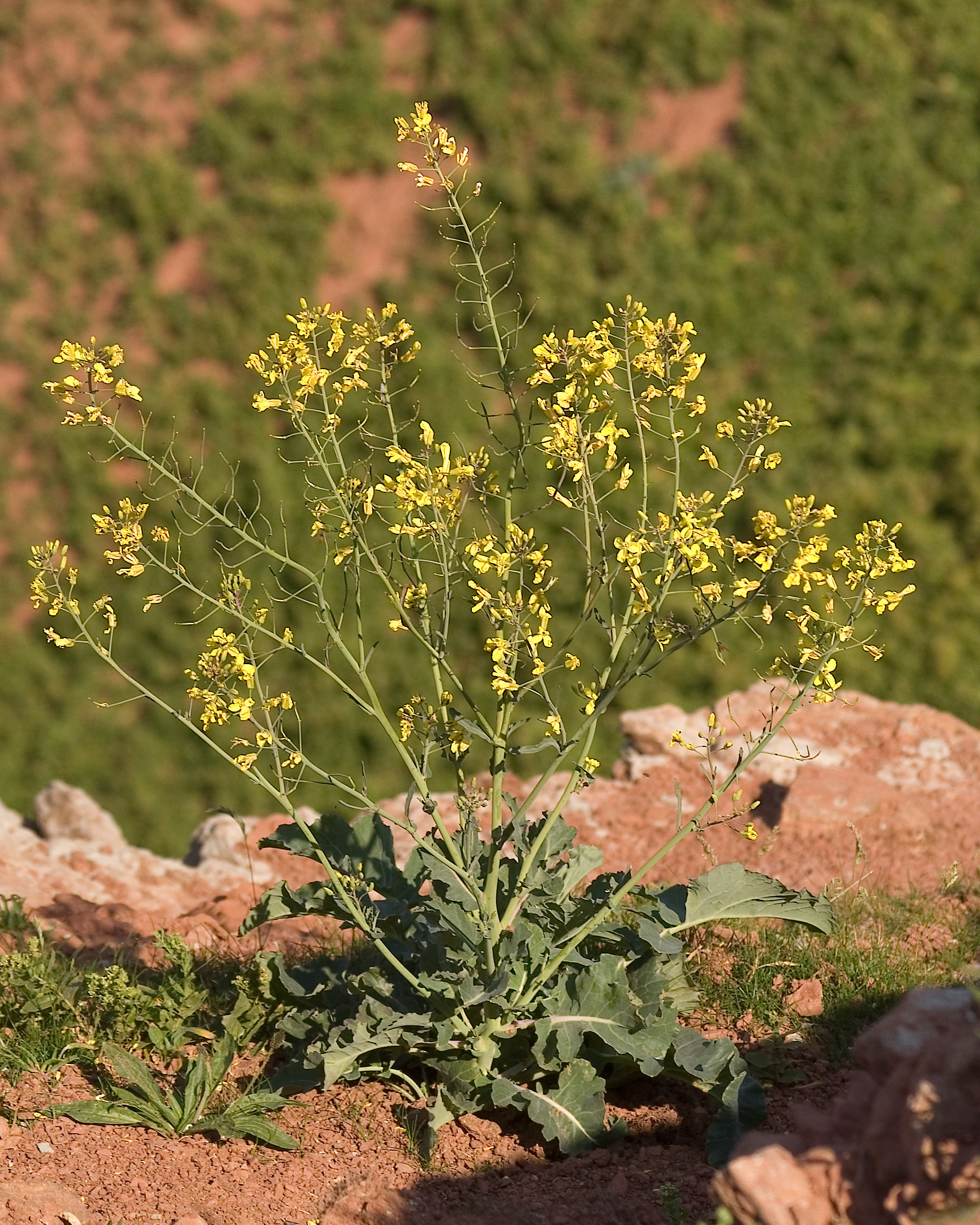
Wildform des Gemüsekohls (Brassica oleracea)

(+)-Boleracen kommt in der Pflanzenart Brassica oleracea natürlich vor. Die Biosynthese wird unter anderem durch die Sesterterpen-Synthasen (STS) ermöglicht. Brassicaceae (Kreuzblütler) verfügen über ein Genrepertoire dieser STS, das weiter in PT-, und TPS-Genen unterschieden wird. Die vorgeschlagene Biosynthese von (+)-Boleracen geht von Geranylfarnesylpyrophosphat aus und verläuft zu Beginn parallel zu der der pilzlichen Quiannulate.

## Eigenschaften
Boleracen ist in organischen Lösungsmitteln löslich und liegt bei Raumtemperatur als weißer Feststoff vor.

## Biotechnologische Herstellung
Erstmals wurde Boleracen im Jahr 2017 von Ancheng C. Huang et al. durch biotechnologische Methoden produziert. Die Synthese von (+)-Boleracen wird von der Sesterterpen-Synthase Bo250, einem Enzym, welches natürlich in der Pflanzenart Brassica oleracea vorkommt, katalysiert. At-GFPPS1 ist ein Enzym, welches aus der Pflanze Arabidopsis thaliana stammt und die Synthese von Geranylfarnesylpyrophosphat (GFPP) katalysiert. Durch Vakuum-Infiltration werden die Gene in die Pflanzenart Nicotiana benthamiana eingesetzt, welche das Enzym und somit auch (+)-Boleracen synthetisieren kann.
Die Lösung einer Kultur von Agrobakterium tumefaciens mit künstlich eingesetztem AtGFPPS1- und Bo250-Genen wird chemisch aufgearbeitet, um sie in N. benthamiana im Vakuum zu infiltrieren. Die infiltrierte Pflanze wird nach Inkubation gefriergetrocknet. Die getrockneten Blätter werden zu Pulver zermahlen, zur Extraktion in n-Hexan gelöst und für drei Tage geschüttelt. Dabei werden die Extraktionen täglich filtriert und in neuem n-Hexan gelöst. Die Extraktionen werden zusammengeführt und im Vakuum getrocknet. Anschließend wird es durch Säulenchromatographie gereinigt. Die Ausbeute an Boleracen liegt bei etwa 5,41·10−6 %.